# لعنتی خنده‌دار
لعنتی خنده دار فیلمی به کارگردانی بیژن شیرمرز و تولید سال ۱۳۹۲ می‌باشد.

## خلاصه داستان
جوانی به نام «سیا» که در جامعه با مشکلات و فشارهای مالی زیادی دست و پنجه نرم می‌کند، برای حل آنها دست به حرفه‌ای جدید می‌برد، شغلی تازه با درآمد بالا اما ..

## بازیگران
- شهرام قائدی
- محمود جعفری
- ثریا قاسمی
- سمانه پاکدل
- آتش تقی‌پور
- فرحناز منافی‌ظاهر
- کامران فیوضات
- احمد پورمخبر